# Liste der Kulturdenkmäler in Ludwigshafen-Maudach
In der Liste der Kulturdenkmäler in Ludwigshafen-Maudach sind alle Kulturdenkmäler des Stadtteils Maudach der rheinland-pfälzischen Stadt Ludwigshafen am Rhein aufgeführt. Grundlage ist die Denkmalliste des Landes Rheinland-Pfalz (Stand: 18. November 2024).

## Einzeldenkmäler
| Bezeichnung                    | Lage                                                   | Baujahr                 | Beschreibung | Bild                           |
| ------------------------------ | ------------------------------------------------------ | ----------------------- | --- | ------------------------------ |
| Friedhofsmauer und Grabmäler   | Alte Weinstraße, auf dem Friedhof Lage                 | 19. und 20. Jahrhundert | Friedhof 1838 angelegt, mehrfach erweitert; Umfassungsmauer teilweise aus der zweiten Hälfte des 19. Jahrhunderts; Pfarrergrabmal S. Keller († 1894), Baumkreuz; Grabmal Familie A. Scheuermann († 1936), Marmorstele mit Bronzerelief | weitere Bilder Fotos hochladen |
| Schloss Maudach                | Von-Sturmfeder-Straße 3 Lage                           | um 1770                 | ehemaliges Schloss, jetzt Rathaus; großvolumiger klassizistischer Prachtbau, dreigeschossiger sandsteingegliederter Walmdachbau, um 1770 | weitere Bilder Fotos hochladen |
| Katholische St.‑Michaelskirche | Von-Sturmfeder-Straße 14a Lage                         | ab 1500                 | Westturm, um 1500, spätgotischer Chor, bezeichnet 1535, spätbarocker Saalbau, bezeichnet 1753, Architekt wohl Franz Wilhelm Rabaliatti, Nischenfigur vom Ende des 19. Jahrhunderts; mit Ausstattung; ortsbildprägend; an der Umfassungsmauer (1775/80) Ölberggruppe, Ton, spätes 19. Jahrhundert; gusseiserne Vase, um 1800; Tonskulptur um 1900; Sandsteinstele mit Brustbild Christi, Zinkblech, bezeichnet 1875; Standbild des Guten Hirten, Ton, um 1900 | weitere Bilder Fotos hochladen |
| Wohnhaus                       | Von-Sturmfeder-Straße 37 Lage                          | 1911                    | eineinhalbgeschossiges Jugendstil-Wohnhaus, überdachte Toranlage, 1911, Architekt Adolf Wallerrab | Fotos hochladen                |
| Wegekreuz                      | südöstlich der Ortslage; Flur Am Mundenheimer Weg Lage | 1916                    | Wegekreuz; Steinkreuz mit Metallkorpus, Sandsteinsockel bezeichnet 1916 | Fotos hochladen                |